# Южна Санта Катарина (мезорегион)
Южен регион е мезорегион в щата Санта Катарина, Бразилия с обща площ 9709.247 км² и население 902 478 души (2006).

## Административно деление
Регионът се поделя на 3 микрорегиона и 44 общини.
Микрорегиони:
- Арарангуа
- Крисиума
- Тубарау